# Halina Szwalm
Halina Szwalm z d. Pałkowska (ur. 11 października 1900, zm. 31 maja 1993) – nauczycielka, krajoznawca, działacz PTK i PTTK
Urodziła się 11 października 1900 w Łodzi w rodzinie wielodzietnej. Matka – Walentyna z Niedźwiedzkich, ojciec Marcin Pałkowski (księgowy).

## Nauka i praca zawodowa
W 1919 ukończyła naukę w 8-klasowym Gimnazjum Realnym Żeńskim Lucyny Siennickiej w Łodzi. Z uwagi na śmierć matki i trudne warunki w domu rozpoczęła pracę w III Urzędzie Skarbowym w Łodzi jako urzędniczka i pracowała tam w latach 1919-1921. Ponieważ pragnęła zostać nauczycielką, ukończyła Kurs Dydaktyczno-Metodyczny (15 lipca – 30 września 1921). Potem, w roku szkolnym 1922/1923 ukończyła Roczny Kurs Metodyczno-Pedagogiczny w Instytucie Nauczycielskim Koła Łódzkiego zorganizowany przez Towarzystwo Nauczycieli Szkół Średnich i Wyższych w Łodzi.
Od 1 sierpnia 1921 rozpoczęła pracę nauczycielską w Szkole Powszechnej nr 46 w Łodzi, w której pracowała do 1924. W następnych latach, do wybuchu wojny 1 września 1939, pracowała w łódzkich szkołach powszechnych: nr 28 (1924-1926), nr 82 – szkoła specjalna (1926-1933), nr 23, nr 73, nr 44.
1 lutego 1925 wyszła za mąż za Bronisława Szwalma (1892-1969) – kierownika Szkoły Powszechnej nr 19 w Łodzi. Mieli dwoje dzieci: Zofię (ur. 1926) i Kazimierza (ur. 1928).
Oprócz wychowywania dzieci i obowiązków rodzinnych, od których odciążała męża Bronisława bardzo zaangażowanego w pracy zawodowej nauczycielskiej, kierowniczej oraz społecznej (ZNP, PTK, PTTK), z nim współpracowała w działaniach krajoznawczych w Polskim Towarzystwie Krajoznawczym, a po wojnie w PTK i Polskim Towarzystwie Turystyczno-Krajoznawczym PTTK. Doradzała mu, zwłaszcza wówczas, gdy opracowywał trasy wycieczkowe lub przygotowywał i organizował wycieczki szkolne dla ukazania piękna kraju oraz poznania jego historii, tradycji i zabytków. Jednakże ze względu na obciążające ją wielorakie obowiązki, nie pełniła istotnych funkcji społecznych, a tylko zawodowe – szkolne. Nie oczekiwała pochwał i wyróżnień za swoją pracę.
Po wybuchu wojny i włączeniu do Kraju Warty w Rzeszy Łodzi nazwanej wtedy Litzmannstadt, ze względu na grożące niebezpieczeństwo prześladowań ze strony Niemców opuściła 6 stycznia 1940 swoje rodzinne miasto wraz z mężem i dwójką dzieci (13 i 11 lat), i przez „zieloną granicę” przedostała się do Generalnego Gubernatorstwa. Okres okupacji niemieckiej spędziła więc razem z rodziną we wsi Michałów k. Puszczy Mariańskiej (pow. Skierniewicki), gdzie aż do zakończenia okupacji niemieckiej, w bardzo trudnych warunkach uczyła w 4-klasowej szkole powszechnej bezinteresownie, nie mając etatu i pensji. Pracowała także (od 1 grudnia 1941 do 20 stycznia 1945) jako nauczycielka w Szkole Rolniczej w Puszczy Mariańskiej.
Po oswobodzeniu Łodzi od okupanta hitlerowskiego wróciła z rodziną do rodzinnego miasta i znów pracowała jako nauczycielka w Szkole Podstawowej nr 19 w Łodzi od 20 marca 1945 aż do przejścia na emeryturę, po 35 latach, 31 sierpnia 1956. Do śmierci 31 maja 1993, poświęcała swój czas i trud wychowaniu trojga wnuków.
Została pochowana na Starym Cmentarzu przy ul. Ogrodowej w Łodzi (w części rzymskokatolickiej św. Józefa) w Kwaterze Zasłużonych nr 3.

## Odznaczenia
- Medal Dziesięciolecia Odzyskanej Niepodległości (nazewnictwo oryginału) za wyróżniającą pracę nauczycielską w Szkole Specjalnej nr 82 (nadany 23 stycznia 1929)
- Brązowy Medal za Długoletnią Służbę (12 V 1938).